# بيتر إنغلر
بيتر إنغلر (بالألمانية: Peter Engler) هو لاعب كرة قدم ألماني في مركز الهجوم، ولد في 3 سبتمبر 1936. لعب مع نادي لوزان ونادي نورنبرغ ونادي هرتا برلين.

## وصلات خارجية
- بيتر إنغلر على موقع قاعدة بيانات كرة القدم.إي يو (الإنجليزية)
- بيتر إنغلر على موقع بيانات كرة القدم. دي إي (الألمانية)
- بيتر إنغلر على موقع عالم كرة القدم.نت (الإنجليزية)